# Mondelange
Mondelange – miejscowość i gmina we Francji, w regionie Grand Est, w departamencie Mozela.
Według danych na rok 1990 gminę zamieszkiwało 5808 osób, a gęstość zaludnienia wynosiła 1417 osób/km² (wśród 2335 gmin Lotaryngii Mondelange plasuje się na 75. miejscu pod względem liczby ludności, natomiast pod względem powierzchni na miejscu 1088.).